# ホスファチジルセリンデカルボキシラーゼ
ホスファチジルセリンデカルボキシラーゼ(Phosphatidylserine decarboxylase、EC 4.1.1.65)は、以下の化学反応を触媒する酵素である。
ホスファチジル-L-セリン {\displaystyle \rightleftharpoons } ホスファチジルエタノールアミン + CO2
従って、この酵素の基質は、ホスファチジルセリンのみ、生成物は、ホスファチジルエタノールアミンと二酸化炭素の2つである。
この酵素はリアーゼ、特に炭素-炭素結合を切断するカルボキシリアーゼに分類される。系統名は、ホスファチジル-L-セリン カルボキシリアーゼ (ホスファチジルエタノールアミン形成)(phosphatidyl-L-serine carboxy-lyase (phosphatidylethanolamine-forming))である。他に、PS decarboxylase、phosphatidyl-L-serine carboxy-lyase等とも呼ばれる。この酵素は、グリシン、セリン、トレオニンの代謝、またグリセロリン脂質の代謝に関与している。補酵素として、ピリドキサールリン酸とピルビン酸の2つを必要とする。